# مردی تحت تعقیب
مردی تحت تعقیب (انگلیسی: A Marked Man) یک فیلم صامت وسترن به کارگردانی جان فورد است که در سال ۱۹۱۷ منتشر شد. این فیلم را امروزه یک فیلم گمشده می‌دانند.

## گزیدهٔ بازیگران
- هری کری
- مالی مالون
- هری ال. راتنبری
- وستر پگ
- آنا تاون‌سند
- ویلیام استیل
- هوت گیبسون